# كورتيس سانتياغو
كورتيس سانتياغو هو فنان تشكيلي ودي جيه كندي، ولد في 1979 في إدمونتون في كندا.